# Shahaji
Shahaji Bhonsle, también conocido como Shahaji (18 de marzo de 1594/1602-23 de enero de 1664) era hijo de Raja de Verul y general en la corte de Adilshah, sultán de Bijapur. Shahaji heredó los jagirs de Pune y Supe, bajo el sultanato de Ahmadnagar. Durante la invasión mogol de la Meseta de Deccan, se unió a las fuerzas mogolas y sirvió al emperador Shah Jahan durante un breve período. Después de ser privado de sus jagirs, desertó al Sultanato de Bijapur en 1632 y recuperó el control sobre Pune y Supe. En 1638, también recibió el jagir de Bangalore, después de la invasión de Bijapur de los territorios de Kempe Gowda III. Eventualmente se convirtió en el jefe general de Bijapur y supervisó su expansión.
Fue un temprano exponente de la guerra de guerrillas, que trajo la fama a la casa de Bhonsle. Fue padre de  Chhatrapati Shivaji, fundador del Imperio Maratha. Los estados principescos de Tanjore, Kolhapur y Satara también son legados de Bhonsle.

## Primeros años de vida
Shahaji era hijo del guerrero maratha Maloji Bhosale. Maloji era un soldado capaz y eventualmente se convirtió en Sar Giroh y fue galardonado con el distrito independiente o jagir (feudo personal) de Pune y Supe en la corte de Nizam Shah of Ahmednagar. Maloji no tuvo hijos durante mucho tiempo. Después de buscar las bendiciones de un pir, maestro o guía musulmán sufí, llamado Shah Sharif, le nacieron dos hijos. Maloji llamó a sus hijos Shahaji y Sharifji en honor al pir. Shahaji se casó con Jijabai, la hija de Lakhuji Jadhav, otro general maratha al servicio de Nizam Shah de Ahmednagar, cuando ambos eran niños.
El clan Bhosale, a pesar de ser de la región de Maharashtra, afirmó ser Rajput. Shahaji, en su carta a Adil Shah, se hacía llamar Sisodia Rajput.

## Alianza con Deccan Sultanates y Mughals
En 1638, un gran ejército de Bijapur liderado por Ranadulla Khan y acompañado por Shahaji derrotó a Kempe Gowda III y Bangalore fue entregado a Shahaji como jagir. Shahji se aseguró de que Kempegowda quedara sin daños y facilitó su escape. Shahji siempre protegió a los reyes hindúes del sur de la India en todas las campañas de Adil Shah hasta que lo mataron.

## Jagirdar de Bangalore
En Bangalore, comenzó la segunda fase de la vida de Shahaji. Envió a su esposa Jijabai y a su hijo menor, Shivaji a Pune para administrar su jagir de ese lugar. El hijo mayor, Shambuji, también llamado Sambhaji, y otro hijo, Venkoji de su segunda esposa, se quedaron con él en Bangalore. Shahaji era virtualmente el rey del territorio bajo su control; el sultán confiaba en él y lo llamaba hijo y pilar del estado. En Bangalore, Shahaji patrocinó a hombres estudiosos.

## Legado
La tumba de Shahaji está en Hodigere cerca de Channagiri en Karnataka.